# Paracanthonchus macrospiralis
Paracanthonchus macrospiralis is een rondwormensoort uit de familie van de Cyatholaimidae. De wetenschappelijke naam van de soort is voor het eerst geldig gepubliceerd in 1959 door Allgén.